# Phyllanthus heliotropus
Phyllanthus heliotropus är en emblikaväxtart som beskrevs av Charles Wright och August Heinrich Rudolf Grisebach. Phyllanthus heliotropus ingår i släktet Phyllanthus och familjen emblikaväxter. Inga underarter finns listade i Catalogue of Life.